# Camerino Z. Mendoza (municipalité)
La municipalité de Camerino Z. Mendoza est l'une des 212 municipalités de l'État de Veracruz, et est située dans la partie centrale de cet État. Elle se situe à l'ouest du golfe du Mexique, sur les contreforts de la chaîne de montagnes de la Sierra Madre orientale, et fait partie du bassin versant de la rivière Río Blanco, affluent nord du fleuve Río Papaloapan. Son chef-lieu est la ville de Ciudad Mendoza. Elle dépend de la région administrative de Las Montañas, qui est une des 10 subdivisions administratives de l'État de Veracruz. Elle fait également partie de la "Zona metropolitana de Orizaba", qui regroupe autour de la ville d'Orizaba les municipalités faisant partie de sa sphère d'influence.

## Géographie
La municipalité de Camerino Z. Mendoza s'étend d'ouest en est dans le bassin versant de la rivière Río Blanco, qui traverse la municipalité au nord, où elle reçoit les eaux de l'un de ses affluents, le Río Chiquito. Assise sur les contreforts de la chaîne de montagnes de la Sierra Madre orientale, son altitude oscille entre 1340 et 2800 mètres. Son chef-lieu, la ville de Ciudad Mendoza se situe dans la partie nord de son territoire, sur la rive nord du Río Blanco. Cette ville se trouve en situation de conurbation avec ses voisines Nogales au nord-est, et Tecamalucan au sud-ouest, qui elles-mêmes font partie de l'agglomération urbaine d'Orizaba. Son territoire couvre une superficie de 21,5 km2, et était peuplé en 2015 de 42 347 habitants, pour une densité de 1967,8 habitants par km2.
Cette municipalité fait partie de la Zona metropolitana de Orizaba (es), qui est composée des municipalités de Orizaba, Ixtaczoquitlán, Camerino Z. Mendoza, Río Blanco, Nogales, Mariano Escobedo, Ixhuatlancillo, Rafael Delgado, Atzacan, Maltrata, Huiloapan de Cuauhtémoc et Tlilapan, pour une population totale de 465 175 habitants.
Elle est limitrophe au nord de celle de Huiloapan de Cuauhtémoc, à l'ouest de celle de Nogales, au sud de celle de Soledad Atzompa, et à l'est de celle de Rafael Delgado.

## Composition et démographie
La municipalité était composée en 2015 de 7 localités, dont une seule était considérée comme urbaine, les autres étant rurales.
| Localité           | Population |
| ------------------ | ---------- |
| Ciudad Mendoza     | 35 641     |
| Necoxtla           | 2890       |
| La Cuesta          | 2095       |
| Barrio de Tetzmola | 823        |
| Ocotla             | 329        |
| Total population   | 41 778     |

En plus de l'espagnol, plusieurs langues amérindiennes sont parlées dans la municipalité, dont les principales sont par ordre d'importance : le nahuatl, et de manière plus marginale le zapotèque.

## Histoire
La municipalité est fondée au lendemain de l'indépendance du Mexique et la ville de San Francisco Necoxtla en devient le chef-lieu.
En 1898, le chef-lieu de la municipalité est déplacé plus au nord-ouest, à Santa Rosa Necoxtla.
En 1930, la ville de Santa Rosa Necoxtla change de nom, et devient Camerino Z. Mendoza. En 1932, la municipalité prend également ce nom.

## Économie

### Agriculture et élevage
La superficie des parcelles semées représentait en 2017 une surface totale de 151,5 hectares, parmi lesquels 90 hectares étaient voué à la culture du maïs, et 61,5 hectares étaient voués à celle du haricot.
En 2017, la production de viande par tonnes comprenait 12 tonnes de viande bovine, 24 tonnes de viande porcine, 1,5 tonne de viande ovine, 0,1 tonne de viande caprine, 556 tonnes de volailles, et 1,1 tonne de dinde. La superficie vouée à l'élevage représentait alors 749 hectares.